# Penha Circular
Penha Circular é um bairro da Zona da Leopoldina, região histórica da Zona Norte do município do Rio de Janeiro.

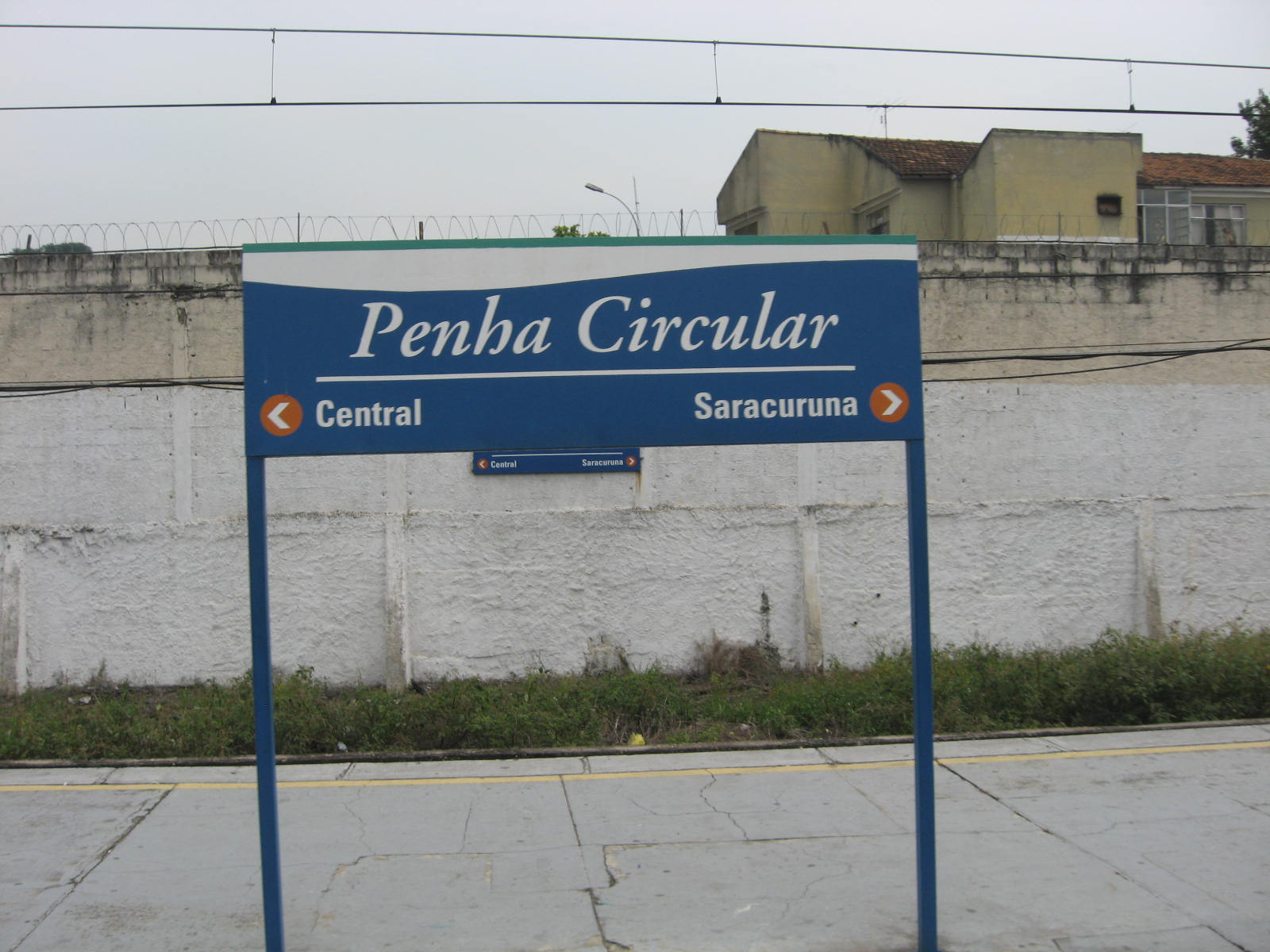
Estação de trem da Super Via.

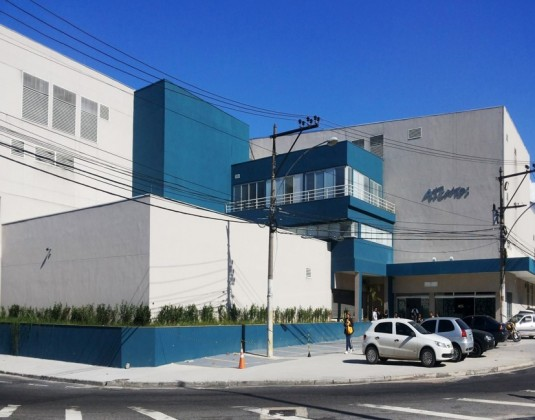
Atento na Av. Lobo Júnior.

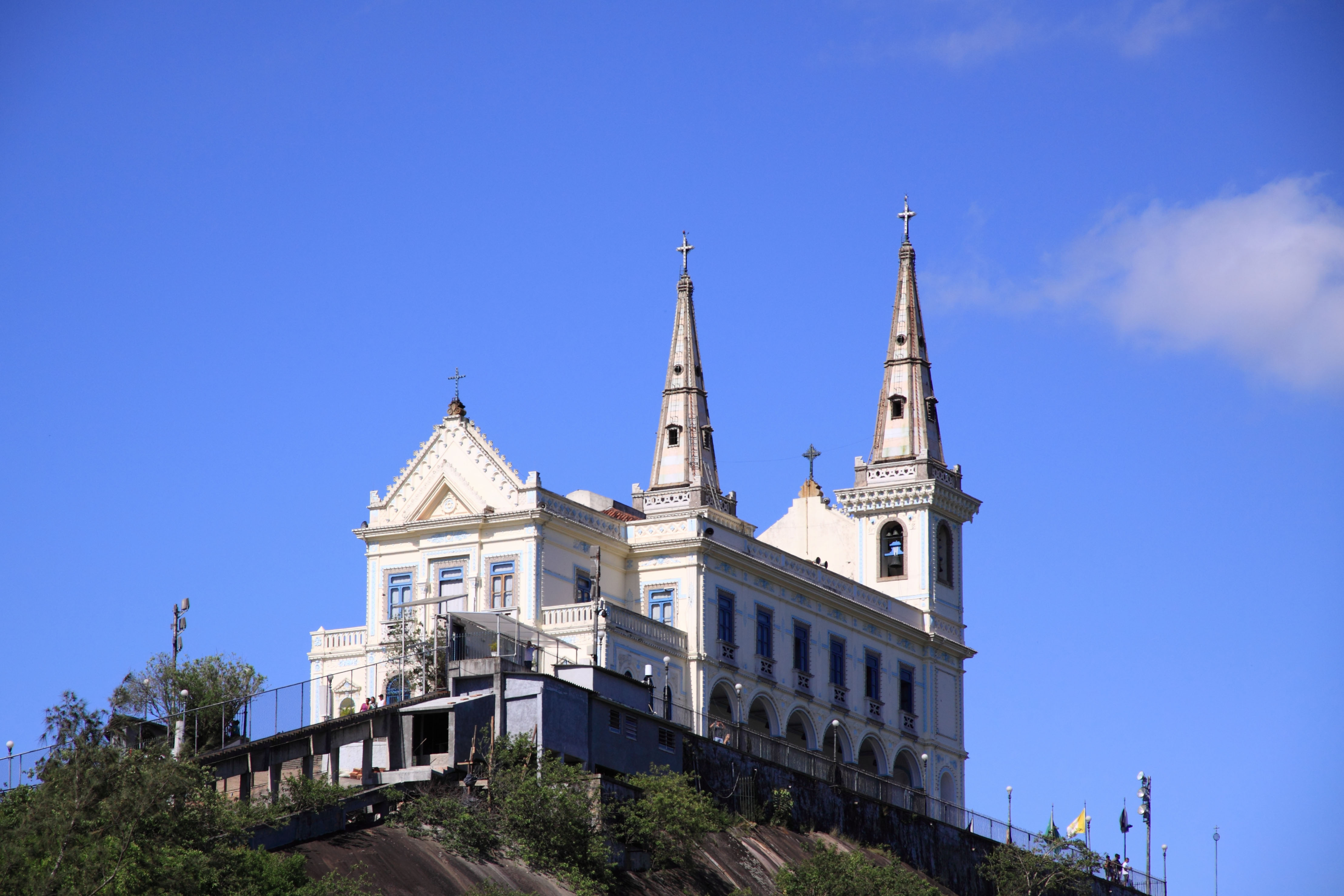
Igreja da Penha.

Faz limites com os bairros de Brás de Pina, Vila da Penha e Penha. É cortado pelo ramal ferroviário de Saracuruna, operado pela SuperVia.

## História
O bairro Penha Circular recebeu este nome pois quando ainda havia trens Maria Fumaça, eles utilizavam de uma linha circular que havia no local da atual Estação Penha Circular para manobrar as locomotivas. A sua existência é ignorada por muitos, que acabam o considerando como uma extensão da Penha, Brás de Pina ou Vila da Penha. 
No bairro fica localizado o complexo atacadista Mercado São Sebastião as margens da Avenida Brasil, uma fábrica da marca de roupas intimas DeMillus na Av Lobo Júnior e o Hospital Mário Kroeff (referência no tratamento de câncer). O bairro conta com o Parque Ary Barroso, onde fica a Arena Carioca Dicró e uma UPA 24h, além de ter o Hospital Estadual Getúlio Vargas próximom já no bairro da Penha. Ao longo da Avenida Brás de Pina e Av Vicente de Carvalho se encontra o BRT TransCarioca, ligando o bairro a outros pontos da cidade como Madureira, Jacarepaguá, Barra da Tijuca e ao Aeroporto Internacional do Rio de Janeiro. O bairro possui um pequeno comércio ao longo da Avenida Lobo Júnior e um comércio considerado forte na Praça do Carmo (que não é Vila da Penha), que abastece não apenas os moradores do bairro mas também dos vizinhos Vila da Penha, Brás de Pina e Vila Kosmos. Na Rua Bento Cardoso fica localizado uma filial do Prezunic Supermercados, enquanto na Praça do Carmo uma filial do Extra (varejo). O bairro possui escolas, farmácias, lojas de roupas, bancos (Banco do Brasil e Caixa Econômica Federal) bares e um campus da Universidade Candido Mendes. Perto da Praça do Carmo era localizada a famosa casa de espetáculos Olimpo, que contava programação musical e atrações de renome nacional, porém atualmente se encontra fechada permanentemente. Próximo ao Olimpo localiza-se o Mello Tênis Clube, um clube com piscinas, salão de festas, ginásio poliesportivo, estádio de futebol, quadra de tênis etc, que também fica na Penha Circular mas é erroneamente chamado como Vila da Penha.

## Transporte
- Estação Penha Circular (Linha Saracuruna da SuperVia)
- BRT TransCarioca (Estações: Guaporé, Praça do Carmo e Pedro Taques)
- Linhas de ônibus para: Baixada Fluminense, Zona Norte, Zona Oeste, Centro, Zona Sul e Niterói/São Gonçalo.

## Principais Logradouros
- Avenida Brasil (principal ligação todas as zonas do município, além de rodovias e cidades vizinhas)
- Avenida Brás de Pina (ligação com Penha e Vista Alegre)
- Avenida Lobo Júnior
- Rua Bento Cardoso (ligação com Brás de Pina)
- Avenida Vicente de Carvalho (ligação com Vaz Lobo)
- Rua Guaporé
- Rua Irapuá (via que divide o bairro com Brás de Pina)
- Rua Tomaz Lopes
- Rua Cuba
- Rua Cintra (ligação com Brás de Pina)
- Praça do Carmo (entroncamento da Av Vicente de Carvalho com Av Brás de Pina)
- Rua Ourique (ligação com Brás de Pina)
- Rua Enes Filho (ligação com Brás de Pina)
- Praça Antônio José de Almeida
- Praça Almeida Garret
- Praça Marco Aurélio
- Viaduto João XXIII (sentindo Av Brás de Pina)
- Viaduto Luiz Carlos da Vila (sentindo Av Lobo Jr)
- Viaduto Lobo Júnior (saída da Av Brasil sentido Zona Oeste aos bairros da Penha Circular, Penha e Brás de Pina)
- Viaduto Luzitânia (acesso a Av Brasil sentido Zona Oeste para quem vem dos bairros: Penha Circular, Penha e Brás de Pina)

## Dados do bairro
O bairro de Penha Circular faz parte da região administrativa de Penha. Os bairros integrantes desta região administrativa são: Brás de Pina, Penha e Penha Circular.

## Curiosidades
A Estação Penha Circular é representada na bandeira da GRES Imperatriz Leopoldinense com 1 estrela, assim como os outros bairros da Zona da Leopoldina que possuem estação de trem.